# The Great Martian War
The Great Martian War (The Great Martian War 1913–1917) è un film per la televisione del 2013, di produzione canadese e britannica, girato in stile falso documentario. Di genere fantascientifico, fu prodotto da Michael Kot, Steve Maher e  Mike Slee, che ne fu anche il regista. Si sviluppa nello stile di un documentario di History Channel.
Nel film si presenta una storia alternativa della Prima guerra mondiale: l'Intesa, a cui si aggiunge poi gli Stati Uniti, combatte gli invasori marziani anziché gli Imperi centrali. 
Nel secondo decennio del XX secolo l'Europa è sull'orlo del baratro: quando tutti si aspettano che scoppi una guerra tra le varie potenze, il governo tedesco diffonde al mondo un appello urgente per un intervento militare che cambia completamente le motivazioni della guerra. La narrazione fittizia del film intreccia molti riferimenti a eventi reali della Grande Guerra, tra i quali parallelismi con le battaglie campali e le sconfitte, poiché i soldati umani sono lanciati contro le macchine da guerra marziane sul fronte occidentale, la Tregua di Natale, gli Angeli di Mons e l'isolazionismo americano terminato con la successiva entrata in guerra. Il film utilizza anche come colpo di scena la reale epidemia d'influenza spagnola, che uccise più persone del conflitto stesso, facendolo diventare il fatto decisivo che pone fine all'invasione aliena.
Il film si basa sul romanzo di fantascienza del 1897 La guerra dei mondi, dell'autore britannico H. G. Wells, e comprende sia riprese nuove sia materiale dell'epoca modificato digitalmente per rappresentare il conflitto interplanetario.

## Trama
Combinando materiale di repertorio con effetti speciali, The Great Martian War mostra interviste "registrate precedentemente" a reduci anziani o deceduti mentre si rievoca l'andamento dell'intero conflitto. La guerra inizia nel profondo della Selva Boema, in seguito a una violenta esplosione e onda d'urto che viene percepita nel resto d'Europa. Elementi dell'esercito tedesco sono mandati a indagare e sono spazzati via senza lasciare tracce. L'imperatore tedesco fa un appello urgente al mondo intero per avere assistenza militare nel combattere ciò che si rivela essere una potente forza d'invasione aliena proveniente presumibilmente da Marte.
Mentre il conflitto si propaga, il film inquadra la devastazione dell'Europa occidentale, dove un'alleanza umana improvvisata cerca di arginare i mostruosi tripodi marziani, inconsapevole che vi sono profonde divergenze sulla strategia bellica del loro comando militare. Al di là dell'Atlantico, il film sottolinea la battaglia politica per la Casa Bianca giacché il presidente Woodrow Wilson lotta per conservare l'isolazionismo americano, mandando tuttavia aiuti e combattenti volontari all'assediata alleanza europea. Dai cieli sopra il centro di Londra, dove i biplani combattono un torreggiante tripode alieno, al catastrofico atto finale della guerra, gli Alleati, sull'orlo di una totale sconfitta da parte degli invasori alieni, devono decidere se lanciare un'arma biologica sviluppata in segreto, non sperimentata e potenzialmente devastante, la morva, per scatenare una pandemia. L'arma viene diffusa e uccide gli alieni in due settimane, terminando la guerra. La malattia, tuttavia, muta dopo essere venuta in contatto con gli alieni, diventando letale per milioni di persone in tutto il mondo.
Esplorando gli eventi bellici, sorgono varie controversie tra gli storici moderni dalle diverse visioni. Essi sono in disaccordo sulla portata della decifrazione del "codice marziano", un vasto archivio di centinaia di documenti vecchi di secoli recuperato alla fine della guerra. Tali documenti contengono il più preoccupante avvertimento da parte dei marziani stessi su ciò che si celerebbe realmente dietro l'invasione della Terra: la guerra sarebbe stata messa soltanto in pausa da veri invasori, una forma di vita di metallo liquido (che l'umanità battezza "Victasite" dopo la sua scoperta) che indurrebbe altre specie intelligenti ad adottare la sua tecnologia altamente versatile. Integrandosi nelle altre forme di vita intelligente che trova, questo metallo vivente le porterebbe sotto il proprio controllo parassitico. Il secondo atto della Victasite sulla Terra si sta attualmente svolgendo in una modalità che l'umanità non può comprendere. Quando il metallo vivente deciderà che il suo ospite attuale sarà pronto, lo forzerà a portare la guerra su altri mondi come mezzo per propagare la propria esistenza di parassita. Il destino dell'umanità sarà di diventare i prossimi "invasori alieni" su qualche altro mondo, con il parassita come burattinaio.  

## Distribuzione
Il film fu trasmesso in prima visione sullo History Channel canadese l'8 dicembre 2013.
In Italia, il film è stato trasmesso per la prima volta sul canale Rai 4 il 26 dicembre 2014, con repliche successive.

## Accoglienza
Karen Woodham su Blazingminds.co.uk trovò il film avvincente e "non solo affascinante durante la visione, ma molto realistico sino alla fine".Dave Bowling su FollowingTheNerd.com commentò che il film poteva essere "descritto nel modo migliore come un'interessante curiosità". Secondo un recensore di Postmedia News, il film è "una bizzarria, ma una bizzarria inventiva e sorprendentemente intrigante". Thomas Kent Miller dichiara: "Che progetto audace, perfettamente geniale, e perfettamente realizzato. Tutte le competenze e l'ingegnosità possibili hanno prodotto questa commistione di falso materiale di repertorio, graffiato e malridotto come se fosse dei tempi della Grande Guerra con un'infinita armata di gigantesche macchine aliene in computer grafica. A mio parere, il risultato è stato del tutto eccezionale, ed 'eccezionale' è una parola che non uso con leggerezza. In verità, l'intero film sembra autentico, e l'essere riusciti a portarlo a termine in modo così soddisfacente è motivo di un encomio non comune alla squadra creativa di The Great Martian War".